# Ha Ling Peak
Ha Ling Peak är en bergstopp i Kanada.   Den ligger i provinsen Alberta, i den centrala delen av landet, 3 000 km väster om huvudstaden Ottawa. Toppen på Ha Ling Peak är 2 407 meter över havet. Ha Ling Peak ligger vid sjön Grassi Lakes.
Terrängen runt Ha Ling Peak är huvudsakligen bergig, men norrut är den kuperad.Närmaste större samhälle är Canmore, 4,1 km nordost om Ha Ling Peak. 
I omgivningarna runt Ha Ling Peak växer i huvudsak barrskog. Runt Ha Ling Peak är det ganska tätbefolkat, med 124 invånare per kvadratkilometer.